# Cástor Oswaldo Azuaje Pérez
Cástor Oswaldo Azuaje Pérez (Maracaibo, 19 ottobre 1951 – Valera, 8 gennaio 2021) è stato un vescovo cattolico venezuelano.

## Biografia
Cástor Oswaldo Azuaje Pérez nacque a Maracaibo il 19 ottobre 1951 ed era uno dei sei figli di Cástor Azuaje Colina e Paula Pérez de Azuaje.

### Formazione e ministero sacerdotale
Frequentò la scuola primaria nella città di Mérida; il Colegio Chiquinquirá di Maracaibo, un istituto dei Fratelli maristi delle scuole, e il liceo Libertador dove conseguì il diploma di maturità scientifica.
Entrò quindi nel noviziato del convento carmelitano del parco del Desierto de las Palmas, in provincia di Castellón, Spagna. Studiò filosofia presso il seminario "San Carlo" di Saragozza, il Collegio teologico dei cappuccini e l'allora seminario arcidiocesano di Saragozza. Proseguì gli studi di teologia presso il monastero di Stella Maris, sul monte Carmelo, nei pressi della città di Haifa, dal 1971 al 1972 e la Pontificia facoltà teologica Teresianum a Roma dal 1972 al 1975. Nel 1978 ottenne il diploma di specializzazione in teologia morale presso l'Accademia alfonsiana. Frequentò anche un corso di spiritualità presso il Centro internazionale di teologia spirituale di Avila.
Il 31 agosto 1974 emise la professione solenne. Il 25 dicembre dell'anno successivo fu ordinato presbitero a Mérida da monsignor Ángel Pérez Cisneros. Terminati gli studi, nel 1978 venne inviato in Costa Rica dove prestò servizio come formatore, assistente del maestro dei novizi, maestro dei professi semplici, professore al seminario interdiocesano di Paso Ancho, San José, e all'Istituto teologico intercongregazionale dell'America Centrale dal 1978 al 1984; segretario della Conferenza dei religiosi (CONCOR) e direttore della Revista Teológica Senderos. Tornato in patria fu formatore di postulanti e professi semplici a Barquisimeto dal 1984; professore al seminario "Divina Pastora" di Barquisimeto; presidente della sezione regionale della Conferenza venezuelana delle religiose e dei religiosi e delegato provinciale dei carmelitani scalzi del Venezuela dal 1987 al 1990; delegato provinciale e formatore dei carmelitani scalzi a Caracas dal 1990 al 1993; professore al seminario "San Buenaventura" di Mérida dal 1993; membro della commissione giustizia e pace del segretariato congiunto delle religiose e dei religiosi del Venezuela; professore presso l'Istituto di teologia per religiosi (ITER) di Caracas per un anno; superiore della comunità dei carmelitani scalzi di Mérida dal 1993; membro della commissione mista latinoamericana degli Ordini carmelitani dal 1994 al 2003; delegato generale dei carmelitani scalzi del Venezuela dal 1996 al luglio del 1999; maestro dei novizi dal 1996; direttore spirituale dal 1999; vicario episcopale per la vita consacrata dell'arcidiocesi di Mérida dal 1998; presidente della sezione regionale di Mérida della Conferenza venezuelana delle religiose e dei religiosi dal 1999 al 2003; superiore e formatore nella casa di formazione carmelitana di Barquisimeto; membro della commissione che ha partecipato alla stesura del documento sulla vita religiosa nel Consiglio plenario venezuelano dal 2002 al 2003; provinciale dei carmelitani scalzi del Venezuela e presidente della sezione di Barquisimeto della Conferenza venezuelana delle religiose e dei religiosi dal 2002 al 2005 e delegato generale dei carmelitani scalzi del Venezuela dal 2005.

### Ministero episcopale
Il 30 giugno 2007 papa Benedetto XVI lo nominò vescovo ausiliare di Maracaibo e titolare di Vertara. Ricevette l'ordinazione episcopale il 31 agosto successivo nella chiesa di San Tarcisio a Maracaibo dall'arcivescovo metropolita di Maracaibo Ubaldo Ramón Santana Sequera, co-consacranti l'arcivescovo metropolita di Mérida Baltazar Enrique Porras Cardozo e l'arcivescovo Giacinto Berloco, nunzio apostolico in Venezuela.
Prestò servizio come responsabile del vicariato meridionale che comprende i comuni di San Francisco e La Cañada de Urdaneta, dove predispose il progetto per una futura nuova circoscrizione ecclesiastica. Promosse l'arrivo delle carmelitane scalze a Maracaibo, aprendo il primo monastero di vita contemplativa dell'arcidiocesi. Presiedette una commissione incaricata della dottrina della fede per la realizzazione di studi di casi molto importanti e curò l'organizzazione e la preparazione del congresso missionario americano e del congresso missionario latinoamericano, essendo vicepresidente della commissione esecutiva dello stesso.
Nel giugno del 2009 compì la visita ad limina.
Il 3 aprile 2012 papa Benedetto XVI lo nominò vescovo di Trujillo. Prese possesso della diocesi il 9 giugno successivo con una messa solenne alla quale presenziarono anche il vescovo emerito di Trujillo Vicente Hernández Peña, il nunzio apostolico Pietro Parolin, il cardinale Jorge Liberato Urosa Savino, arcivescovo metropolita di Caracas, monsignor Diego Rafael Padrón Sánchez, arcivescovo metropolita di Cumaná e presidente della Conferenza episcopale venezuelana, e altri diciotto arcivescovi e vescovi. Presero parte anche 150 presbiteri e religiosi.
Nel settembre del 2018 compì una seconda visita ad limina.
Morì la mattina dell'8 gennaio 2021 in una clinica privata di Valera all'età di 69 anni per COVID-19. Le esequie si tennero l'11 gennaio nella cattedrale di Nostra Signora della Pace a Trujillo e furono presiedute da monsignor José de la Trinidad Valera Angulo, vescovo di Guanare. Al termine del rito fu sepolto nello stesso edificio.

## Genealogia episcopale e successione apostolica
La genealogia episcopale è:
- Cardinale Scipione Rebiba
- Cardinale Giulio Antonio Santori
- Cardinale Girolamo Bernerio, O.P.
- Arcivescovo Galeazzo Sanvitale
- Cardinale Ludovico Ludovisi
- Cardinale Luigi Caetani
- Cardinale Ulderico Carpegna
- Cardinale Paluzzo Paluzzi Altieri degli Albertoni
- Papa Benedetto XIII
- Papa Benedetto XIV
- Papa Clemente XIII
- Cardinale Marcantonio Colonna
- Cardinale Giacinto Sigismondo Gerdil, B.
- Cardinale Giulio Maria della Somaglia
- Cardinale Carlo Odescalchi, S.I.
- Cardinale Costantino Patrizi Naro
- Cardinale Lucido Maria Parocchi
- Papa Pio X
- Papa Benedetto XV
- Papa Pio XII
- Cardinale Eugène Tisserant
- Arcivescovo Raffaele Forni
- Cardinale José Alí Lebrún Moratinos
- Arcivescovo Ubaldo Ramón Santana Sequera, F.M.I.
- Vescovo Cástor Oswaldo Azuaje Pérez, O.C.D.

La successione apostolica è:
- Vescovo Carlos Alfredo Cabezas Mendoza (2016)